# Вилм Хозенфелд
Вилм Хозенфелд (Макенцел код Фулде, 2. мај 1895 — Стаљинград, 13. август 1952), наставник по вокацији, био је немачки официр (капетан) и члан Нацистичке партије који је спасао од смрти пољског пијанисту и композитора Владислава Шпилмана у Варшави током Другог св. рата. Заједно са неколико ратних другова, Хозенфелд је поред Шпилмана спасао још известан број људи у Пољској од нацистичког погрома.
Хозенфелда су заробили Совјети 17. јануара 1945. Осуђен је на 25 година затвора у радном логору због ратних злочина. Упркос бројним апелима да се ослободи затвора, Совјети су га задржали одбијајући повике да није био умешан у ратне злочине. Умро је у логору под тешким условима.
Хозенфелда је глумио Томас Кречман у филму „Пијаниста“ базираном на Шпилмановим мемоарима.